# Jean Arnulf
Pour les articles homonymes, voir Arnulf.
Jean Arnulf (Lyon, 1932 - Paris 13e, 2007) est un compositeur et chanteur français, actif dans les années 1960. Il avait notamment un répertoire de chansons engagées.

## Biographie
Né le 9 février 1932 à Lyon, Jean Arnulf y est comédien en 1957 dans la troupe de Roger Planchon. Il se rend au début des années 1960 à Paris où il se produit dans les cabarets de Montmartre et de la rive gauche.
Son premier disque chez Philips est récompensé par l'Académie Charles Cros en 1964. Il chante le plus souvent des textes de sa femme Martine Merri, mais aussi des paroles de Henri Gougaud, Jean-Claude Massoulier ou de Roger Planchon.
Son plus grand succès est sa chanson Point de vue (1963), classée 3e au hit parade qui sera reprise par Christine Sèvres, Marie-Paule Belle, Claude Vinci et Marc Ogeret. Il interprète aussi des chansons engagées et antimilitaristes comme Le twist du déserteur.
Après 1968, il compose des musiques de films.
Il meurt à l'âge de 75 ans dans la maison de retraite du 13e arrondissement de Paris.

## Discographie

### 45 Tours
- 1963 : Point de vue / Vivre ce temps / Le twist du déserteur / Les dames de mon souvenir
- 1963 : Point de vue / Rondin picotin
- 1964 : Jour après jour / La Floride / La complainte de Manda / Les chansons réalistes
- 1964 : Jour après jour / La Floride
- 1965 : Longtemps déjà / Polichinelle / La guerre lalaire / Chanson pour le soleil
- 1965 : Longtemps déjà / La guerre lalaire
- 1966 : La mienne à moi  / Mes souvenirs sont en vitrine / Du côté d'la vie d'artiste / Dans les rues de Varsovie
- 1966 : La mienne à moi / Mes souvenirs sont en vitrine
- 1966 : Longtemps déjà / Chanson pour le soleil
- 1968 : Chante une femme / Les nénuphars / Si le vent / Chanson pour Caryl Chessmann

### . Compilation et Participations
1968 : Chansons de révolte (compilation)
1977 : La matinée avec Hélène Martin sur le 33 Tours collectif Pierrot la chanson

## Musiques de films
- 1968 : La Maison des autres (téléfilm)
- 1973 : Malataverne (téléfilm)